# Station Stade de France - Saint-Denis
Station Stade de France - Saint-Denis is een spoorwegstation aan de spoorlijn Paris-Nord - Lille. Het ligt in de Franse gemeente Saint-Denis in het departement Seine-Saint-Denis (Île-de-France).

## Geschiedenis
Het station werd op 25 januari 1998 geopend ter ontsluiting van het Stade de France. Het station biedt ook toegang tot het Centre aquatique olympique.

## Ligging
Het station ligt op kilometerpunt 4,180 van de spoorlijn Paris-Nord - Lille.

## Diensten
Het station wordt door aangedaan door verschillende treinen van de RER D:
- Tussen Creil/Orry-la-Ville - Coye en Melun via Combs-la-Ville
- Tussen Goussainville/Villiers-le-Bel - Gonesse en Corbeil-Essonnes via Ris-Orangis

## Vorige en volgende stations
| Richting                                                   | Vorig station | Lijn  | Volgend station | Richting                               |
| ---------------------------------------------------------- | ------------- | ----- | --------------- | -------------------------------------- |
| Creil D3 Orry-la-Ville - Coye D1                           | Saint-Denis   | RER D | Paris-Nord      | Melun D2 (via Combs-la-Ville - Quincy) |
| Goussainville D7 Villiers-le-Bel - Gonesse - Arnouville D5 | Saint-Denis   | RER D | Paris-Nord      | Corbeil-Essonnes D6 (via Ris-Orangis)  |